# Aleksander Marczewski
Aleksander Franciszek Marczewski (ur. 21 czerwca 1911 w Irządzach, zm. 10 stycznia 1981 w Worcester w stanie Massachusetts) – polski kompozytor, dyrygent i organista.

## Życiorys
W latach 1933–1934 uczył się w Konserwatorium Krakowskim. Od 1935 do 1937 roku studiował w Konserwatorium Warszawskim u Stanisława Kazury, Kazimierza Sikorskiego oraz Waleriana Bierdiajewa. W latach 1935–1939 działał jako dyrygent chórów, organista i pedagog, początkowo w Kielcach, następnie w Jędrzejowie. W latach 1947–1949 odbył uzupełniające studia dyrygenckie u Waleriana Bierdiajewa w Państwowej Wyższej Szkole Muzycznej w Krakowie. W 1952 roku przez krótki czas był dyrygentem Wojewódzkiej Orkiestry Symfonicznej w Kielcach, następnie od 1953 roku prowadził założoną przez siebie Robotniczą Orkiestrę Symfoniczną w Radomiu. Wykładał także w radomskiej Państwowej Szkole Muzycznej. Otrzymał nagrodę wojewody kieleckiego (1956) i nagrodę miasta Radomia (1959).
W 1965 roku wyemigrował do Stanów Zjednoczonych, gdzie osiadł w Scranton w stanie Pensylwania. Pełnił funkcję organisty i dyrygenta chórów w polskich kościołach w stanach Pensylwania i Nowy Jork. Od 1968 roku mieszkał w Worcester w stanie Massachusetts. Publikował artykuły o polskiej muzyce współczesnej w prasie polonijnej. Utrzymywał stały kontakt z ojczyzną, w 1970 roku napisał kantatę Miasteczko z okazji 700. rocznicy założenia Jędrzejowa.

## Twórczość
Dorobek kompozytorski Marczewskiego jest niewielki, obejmuje głównie utwory przeznaczone na chór. Tworzył w idiomie neoromantycznym, w tradycyjnym stylu, nie ulegając wpływom awangardy muzycznej.

## Ważniejsze kompozycje
(na podstawie materiałów źródłowych)

### Utwory orkiestrowe
- 2 symfonie (I D-dur 1960, II „Kosmos” na chór i orkiestrę 1968)
- Uwertura szkolna c-moll (1937)
- Kujawiak charakterystyczny na orkiestrę kameralną (1943)
- Idylla wiejska na orkiestrę kameralną (1945)
- Wariacje symfoniczne (1950)
- Uwertura radomska (1954)
- Szkice symfoniczne (1956)
- Suita ludowa (1957)
- Obrazki wiejskie (1957)
- Impresje ludowe (1961)

### Utwory kameralne
- Elegia i andante na 2 skrzypiec, altówkę i wiolonczelę (1943)
- Fuga na 2 skrzypiec, altówkę i wiolonczelę (1943)
- Kaskada dźwięków na skrzypce i fortepian (1956)
- Miniatury na zespół kameralny (1964)

### Utwory fortepianowe
- 6 nokturnów (1940)
- Barkarola (1945)
- Obrazki z Nowego Świata (1965)

### Utwory organowe
- Wariacje a-moll (1936)
- 2 fugi (1936)

### Utwory wokalno-instrumentalne
- Wstęp do sonetów wojennych na chór i orkiestrę (1935)
- Kantata żałobna ku czci żołnierzy poległych na chór i orkiestrę (1937)
- 3 Msze na chór i organy (1947)
- 2 Msze na chór i organy (1940)
- Suita kielecka na chór i orkiestrę (1960)
- kantata Miasteczko na chór i fortepian (1970)

### Opera
- Daniel (1944)